# Love in the Moonlight
Love in the Moonlight (hangeul : 구르미 그린 달빛 ; RR : Gureumi Geurin Dalbit) est une série télévisée sud-coréenne mettant en vedette Park Bo-gum et Kim Yoo-jung. C'est une histoire sur le passage à l'âge adulte et d'amour prenant place au cours de la période Joseon. La série est basée sur le web roman Moonlight Drawn by Clouds (Clair de lune dessiné par les nuages), qui a d'abord été sérialisé sur Naver en 2013 puis ; puis publié en cinq volumes en 2015. Elle est diffusée chaque lundi et le mardi jusqu'à 22 heures (KST) sur KBS2, à partir du 22 août 2016.

## Synopsis
Hong Ra-On, jeune fille de 18 ans, se déguise en homme et conseille les hommes à propos de la fréquentation des femmes. En raison d'une lettre d'amour qu'elle a écrit pour un client, elle rencontre le prince héritier Lee Yeong, âgé de 19 ans. Hong Ra-On ne sait pas qu'il est le prince héritier et Lee Yeong ignore qu'elle est une femme. Le prince héritier devient intéressé par Hong Ra-On. Les eunuques de Lee Yeong tentent d'obtenir Hong Ra-On pour devenir l'une d'entre eux.

## Distribution

### Personnages principaux
- Park Bo-gum dans le rôle de Lee Yeong[1],[2]
  - Jung Yun-Seok est le jeune Yeong. Il est le fils aîné du roi Sunjo et l'héritier du trône. Intelligent, vif et espiègle, il est détesté par ses serviteurs pour être imprévisible. Il a une affinité pour les arts et la musique.
- Kim Yoo-jung dans le rôle de Hong Ra-On[3],[4]
  - Kim Ji-young est la jeune Hong Ra-On. Elle est aussi connue comme Samnom, elle est populaire et intelligente, elle gagne sa vie en se déguisant en homme et comme conseiller de relations amoureuses. Elle finira par devenir une eunuque de Lee Yeong.
- Jung Jin-young dans le rôle de Kim Yoon-sung
  - Lee Hyo-je est le jeune Yoon-sung. Charismatique et calme, il est un érudit né dans une prestigieuse famille qui sont les plus influents de la royauté. Il a grandi aux côtés de Lee Yeong.
- Chae Soo-bin dans le rôle de Jo-Ha yeon. Une dame à l'avance de sa génération, elle est fière et mondaine. Comme la fille de l'influent ministre de la Culture et de l'Éducation, elle a été choisie comme épouse royale de Lee Yeong.
- Kwak Dong-yeon dans le rôle de Kim Byung-yeon
  - Noh Kang-min est le jeune Byung-yeon. Il est un escrimeur ainsi que chercheur, il est à la tête de la garde royale du prince héritier. Il est aussi l'ami d'enfance et fidèle de Lee Yeong.

### Personnages secondaires

#### Famille royale
- Kim Seung-soo est le roi Sunjo.
- Seo Jeong-yeon est la reine Sunwon.
- Jeon Mi-seon est Lady Park Suk-ui.

#### Eunuques et servantes
- Jang Gwang est eunuque Han.
- Lee Jun-hyeok est eunuque Jang.
- Tae Hang-ho est Do-Gi.
- Jo Hee-bong est eunuque Sung.

## Production
En décembre 2015, KBS Médias a annoncé qu'il va adapter et produire le populaire roman Moonlight Drawn by Clouds écrit par Yi Yoon-soo,,. Park Bo-gum a rejoint le projet en février 2016 et Kim Yoo-jung le rejoint en avril. La première lecture du scénario a eu lieu dans Yeoido, à Séoul, le 26 mai 2016 et le tournage a commencé au début de juin.
Dans une conférence de presse tenue le 18 août 2016, le réalisateur Kim Sung-yoon a indiqué que, malgré le fait que la série était située dans le XIXe siècle, la production a cherché à afficher un message plus contemporain : « Notre but était de créer une romance mignonne et charmante, mais également triste. Je voudrais que vous vous amusiez à la regarder. Il n'y a pas une grande métaphore. Plutôt que du dévoilement d'un message politique, nous nous sommes concentrés sur le fait de raconter une histoire à laquelle il est facile de s'identifier, à travers des émotions telles que l'amour maternel et l'amour paternel,. »
Love in the Moonlight est la deuxième collaboration entre le réalisateur Baek Sang-hoon, le directeur musical Kang Dong-yoon et la chanteuse Gummy après avoir travaillé sur Descendants of the Sun en 2016.

## Cotes de popularité
Dans le tableau ci-dessous, les nombres en bleu représentent les cotes les plus faibles et les nombres en rouge représentent les cotes les plus élevées.
| Épisode # | Titre                                                                      | Date de diffusion originale | Part d'audience moyenne | Part d'audience moyenne     | Part d'audience moyenne | Part d'audience moyenne     |  |
| Épisode # | Titre                                                                      | Date de diffusion originale | TNmS cotes              | TNmS cotes                  | AGB Nielsen             | AGB Nielsen                 |  |
| Épisode # | Titre                                                                      | Date de diffusion originale | Échelle nationale       | Région de la capitale Séoul | Échelle nationale       | Région de la capitale Séoul |  |
| --------- | -------------------------------------------------------------------------- | --------------------------- | ----------------------- | --------------------------- | ----------------------- | --------------------------- |  |
| 1         | Destin clair de la lune (달빛 인연)                                        | 22 août 2016                | 8.7% ou (17e)           | 10.0% ou (9e)               | 8.3% ou (17e)           | 9.0% (14e)                  |  |
| 2         | Le Chemin pour vous (너에게로 통(通)하는 길)                               | 23 août 2016                | 9.3% (15e)              | 10.4% (8e)                  | 8.5% (15e)              | 8.8% ou (13e)               |  |
| 3         | Je suis derrière toi (후아유 (後我有) - 너의 뒤에 내가 있다)               | 29 août 2016                | 15,5 % (5e)             | 17,9 % (3e)                 | 16,0 % (4e)             | 17,4 % (4e)                 |  |
| 4         | Après la fin du jeu (연극이 끝나고 난 뒤)                                  | 30 août 2016                | 17,1 % (5e)             | 18,8 % (2e)                 | 16,4 % (4e)             | 16,5 % (4e)                 |  |
| 5         | Dis-moi ton souhait (소원을 말해봐)                                        | 5 août 2016                 | 16,9 % (5e)             | 19,3 % (2e)                 | 19.3% ou (3e)           | 20.0% ou (2e)               |  |
| 6         | Lorsque tu veux dévoiler ton secret (말할 수 없는 비밀이 말하고 싶어질 때) | 6 septembre 2016            | 17.9% (3e)              | 21.0% (1re)                 | 18,8 % (2e)             | 18,9 % (2e)                 |  |
| 7         | Confession (고백)                                                          | 12 septembre 2016           | 18,4% (5e)              | 22,0% (3e)                  | 20,4% (5e)              | 20,9% (4e)                  |  |
| 8         | Bien que tu ne sais même pas (잘 알지도 못하면서)                          | 13 septembre 2016           | 16,7 %                  | 19,8 %                      | 19,7 %                  | 20,6 %                      |  |
| 9         | Le Moment, la Porte de mon cœur ouvert (마음 의 빗장 이 열리는 순간)       | 19 septembre 2016           | 17,9 %                  | 20,5 %                      | 21,3 %                  | 22,4 %                      |  |
| 10        | Comme un conte de fées (동화 처럼)                                         | 20 septembre 2016           | 16,2 %                  | 18,6 %                      | 19,6 %                  | 20,2 %                      |  |
| 11        | Une promesse (약속)                                                        | 26 septembre 2016           | 18,6 %                  | 20,6 %                      | 20,7 %                  | 20,6 %                      |  |
| 12        | La confiance devient un destin (믿음 은 그대로 운명 이 된다)               | 27 septembre 2016           | 18,6 %                  | 21,1 %                      | 20,1 %                  | 19,9 %                      |  |
| 13        | Affectueusement, au revoir (다정 하게, 안녕히)                             | 3 octobre 2016              | 16,4 %                  | 19,2 %                      | 18,5 %                  | 18,8 %                      |  |
| 14        | (안갯길)                                                                   | 4 octobre 2016              | 17,5 %                  | 20,1 %                      | 18,7 %                  | 19,4 %                      |  |
| 15        | Les Mensonges qui ressemblent à la vérité (그 모든 진짜 같던 거짓말)       | 10 octobre 2016             | 16,9 %                  | 18,8 %                      | 17,9 %                  | 18,5 %                      |  |
| 16        | Le Monde dont vous rêvez (당신 이 꿈꾸는 세상)                             | 11 octobre 2016             | 17,8 %                  | 20,3 %                      | 18,8 %                  | 17,8 %                      |  |
| 17        | La Fin pour le début (시작 을 위한 끝)                                     | 17 octobre 2016             | 22.5%                   | 24,8 %                      | 23.3%                   | 23.6%                       |  |
| 18        | Moonlight Drawn By Clouds (구르미 그린 달빛)                               | 18 octobre 2016             | 21,6 %                  | 25.3%                       | 22,9 %                  | 22,5 %                      |  |
| Moyenne   | Moyenne                                                                    | Moyenne                     | 16,9 %                  | 19,4 %                      | 18,3 %                  | 18,7 %                      |  |
| ---       | Love in the Moonlight: Special (구르미 그린 달빛: 별전)                    | 18 octobre 2016             | 8,4 %                   | 9,3 %                       | 8,9 %                   | 9,4 %                       |  |